# Oberlandesgericht Ratibor
Das Oberlandesgericht Ratibor war ein preußisches Oberlandesgericht mit Sitz in Ratibor.

## Geschichte
Mit dem Berliner Friedensvertrag endete 1742 der Erste Schlesische Krieg und der größte Teil Schlesiens fiel an Preußen. Oberstes Gericht im preußischen Schlesien wurde die Ober-Amts-Regierung Breslau. Aufgrund der Größe Schlesiens wurde mit Patent vom 29. Februar 1744 zusätzlich die Ober-Amts-Regierung Oppeln eingerichtet, die für Oberschlesien zuständig war. Mit dem Ausbruch des Siebenjährigen Krieges 1756 wurde die Lage in Oppeln von der preußischen Regierung als unsicher bewertet und das Gericht daher nach Brieg verlegt.
Die Gerichte im Königreich Preußen hatten im HRR historisch gewachsene Aufgaben, Zuschnitte und Bezeichnungen. Im Rahmen der Preußischen Reformen versuchte man, eine einheitliche Systematik einzurichten, und begann damit bei den Mittelgerichten. Die Verordnung wegen verbesserter Einrichtung der Provinzial-Polizei- u. Finanz-Behörden vom 26. Dezember 1808 bestimmte, dass die unter verschiedenen Bezeichnungen wie Oberamtsregierung oder Hofgericht firmierenden obersten Gerichte jedes Landesteils künftig Ober-Landesgericht heißen sollten.
Nach der Restrukturierung des Staatsterritoriums 1815 sollte jeder Regierungsbezirk zugleich das Departement (= Zuständigkeitsbereich) eines Oberlandesgerichts bilden. Entsprechend war das Oberlandesgericht Brieg für den Regierungsbezirk Oppeln zuständig. In der Praxis wurde jedoch die Abgrenzung zum Sprengel der Oberlandesgerichte Breslau und Liegnitz öfter geändert.
Im Oktober 1817 wurde das Oberlandesgericht Brieg nach Ratibor verlegt.
Nach der Märzrevolution wurden die Patrimonialgerichte abgeschafft und die Oberlandesgerichte durch Appellationsgerichte ersetzt. In Ratibor entstand 1849 so das Appellationsgericht Ratibor.

## Untergerichte
Dem Oberlandesgericht Ratibor waren folgende Gerichte nachgeordnet:
| Art                           | Gericht                                                                                                   | Sitz             | Anmerkungen                    |
| ----------------------------- | --- | ---------------- | ------------------------------ |
| Staatliche Gerichte 1. Klasse | Fürstentumsgericht Neisse                                                                                 | Neisse           |                                |
| Staatliche Gerichte 1. Klasse | Land- und Stadtgericht Neustadt                                                                           | Neustadt         |                                |
| Staatliche Gerichte 1. Klasse | Land- und Stadtgericht Oppeln                                                                             | Oppeln           |                                |
| Staatliche Gerichte 1. Klasse | Land- und Stadtgericht Ottmachau                                                                          | Ottmachau        |                                |
| Staatliche Gerichte 1. Klasse | Land- und Stadtgericht Ratibor                                                                            | Ratibor          |                                |
| Staatliche Gerichte 2. Klasse | Land- und Stadtgericht Gleiwitz                                                                           | Gleiwitz         |                                |
| Staatliche Gerichte 2. Klasse | Land- und Stadtgericht Oberglogau                                                                         | Ober-Glogau      |                                |
| Staatliche Gerichte 2. Klasse | Land- und Stadtgericht Grottkau                                                                           | Grottkau         |                                |
| Staatliche Gerichte 2. Klasse | Land- und Stadtgericht Patschkau                                                                          | Patschkau        |                                |
| Staatliche Gerichte 2. Klasse | Land- und Stadtgericht Peiskretscham                                                                      | Peiskretscham    |                                |
| Staatliche Gerichte 2. Klasse | Land- und Stadtgericht Rybnik                                                                             | Rybnik           |                                |
| Staatliche Gerichte 2. Klasse | Land- und Stadtgericht Groß-Stehlitz                                                                      | Groß-Stehlitz \| |                                |
| Staatliche Gerichte 2. Klasse | Stadtgericht Bauerwitz und Katscher                                                                       | Bauerwitz        |                                |
| Staatliche Gerichte 2. Klasse | Stadtgericht Cosel                                                                                        | Cosel            |                                |
| Staatliche Gerichte 2. Klasse | Stadtgericht Falkenberg und Schurgast                                                                     | Falkenberg       |                                |
| Staatliche Gerichte 2. Klasse | Stadtgericht Guttentag                                                                                    | Guttentag        |                                |
| Staatliche Gerichte 2. Klasse | Stadtgericht Hultschin                                                                                    | Hultschin        |                                |
| Staatliche Gerichte 2. Klasse | Stadtgericht Krappitz                                                                                     | Krappitz         |                                |
| Staatliche Gerichte 2. Klasse | Stadtgericht Landsberg O.S.                                                                               | Landsberg O.S.   |                                |
| Staatliche Gerichte 2. Klasse | Stadtgericht Loslau                                                                                       | Loslau           |                                |
| Staatliche Gerichte 2. Klasse | Stadtgericht Lublinitz                                                                                    | Lublinitz        |                                |
| Staatliche Gerichte 2. Klasse | Stadtgericht Rosenberg O.S.                                                                               | Rosenberg        |                                |
| Staatliche Gerichte 2. Klasse | Stadtgericht Sohrau                                                                                       | Sohrau           |                                |
| Staatliche Gerichte 2. Klasse | Stadtgericht Ujest                                                                                        | Ujest            |                                |
| Staatliche Gerichte 2. Klasse | Stadtgericht Ziegenhals                                                                                   | Ziegenhals       |                                |
| Staatliche Gerichte 2. Klasse | Stadtgericht Zülz                                                                                         | Zülz             |                                |
| Staatliche Gerichte 2. Klasse | Justizamt Gröbnig                                                                                         | Gröbnig          |                                |
| Staatliche Gerichte 2. Klasse | Justizamt Imielin und Ehelm                                                                               | Imielin          |                                |
| Staatliche Gerichte 2. Klasse | Justizamt Königshütte                                                                                     | Königshütte      |                                |
| Staatliche Gerichte 2. Klasse | Justizamt Kornitz                                                                                         | Kornitz          |                                |
| Staatliche Gerichte 2. Klasse | Justizamt Kupp                                                                                            | Kupp             |                                |
| Staatliche Gerichte 2. Klasse | Justizamt Proskau mit Ehryelitz                                                                           | Proskau          |                                |
| Patrimonialgerichte 1. Klasse | Fürstlich von Lichtensteinsche Land- und Stadtgericht Leobschütz                                          | Leobschütz       |                                |
| Patrimonialgerichte 1. Klasse | Fürstlich von Lichnowskische vereinigte Patrimonial-Gerichtsamt Kuchelna                                  | Kuchelna         |                                |
| Patrimonialgerichte 1. Klasse | Fürstlich Anhalt-Köthen-Pleßsche Fürstentumsgericht Pleß                                                  | Pleß             |                                |
| Patrimonialgerichte 1. Klasse | Fürstlich Anhalt-Köthen-Pleßsche Justizamt Pleß                                                           | Pleß             |                                |
| Patrimonialgerichte 2. Klasse | Fürstlich von Lichtensteinsche Fürstentumsgerichtgericht Troppau-Jägerndorf Königlich preußischen Anteils | Leobschütz       |                                |
| Patrimonialgerichte 2. Klasse | Stadtgericht Beuthen                                                                                      | Beuthen          |                                |
| Patrimonialgerichte 2. Klasse | Stadtgericht Nicolai                                                                                      | Nicolai          |                                |
| Patrimonialgerichte 2. Klasse | Stadtgericht Pleß                                                                                         | Pleß             |                                |
| Patrimonialgerichte 2. Klasse | Stadtgericht Tarnowitz                                                                                    | Tarnowitz        |                                |
| Patrimonialgerichte 2. Klasse | Justizamt Beneschau                                                                                       | Beneschau        |                                |
| Patrimonialgerichte 2. Klasse | Justizamt Carlsruhe                                                                                       | Carlsruhe        |                                |
| Patrimonialgerichte 2. Klasse | Justizamt Leobschütz                                                                                      | Leobschütz       |                                |
| Patrimonialgerichte 2. Klasse | Justizamt Zauditz                                                                                         | Zauditz          |                                |
| Patrimonialgerichte 2. Klasse | Patrimonialgericht Badewitz und Neudorf                                                                   | Badewitz         |                                |
| Patrimonialgerichte 2. Klasse | Patrimonialgericht Beuthen                                                                                | Beuthen          |                                |
| Patrimonialgerichte 2. Klasse | Patrimonialgericht Leobschütz                                                                             | Leobschütz       | der Güter des deutschen Ordens |
| Patrimonialgerichte 2. Klasse | Patrimonialgericht Myslowitz                                                                              | Myslowitz        |                                |
| Patrimonialgerichte 2. Klasse | Patrimonialgericht Tost und Peiskretscham                                                                 | Tost             |                                |
| Patrimonialgerichte 2. Klasse | Patrimonialgericht Wiese                                                                                  | Wiese            |                                |
| Patrimonialgerichte 2. Klasse | Gerichtsamt Bauerwitz                                                                                     | Bauerwitz        |                                |
| Patrimonialgerichte 2. Klasse | Gerichtsamt Beuthen und Siemianowitz                                                                      | Beuthen          |                                |
| Patrimonialgerichte 2. Klasse | Gerichtsamt Bielau                                                                                        | Bielau           |                                |
| Patrimonialgerichte 2. Klasse | Gerichtsamt Binkowitz                                                                                     | Binkowitz        |                                |
| Patrimonialgerichte 2. Klasse | Gerichtsamt Bischdorf-Borek                                                                               | Bischdorf        |                                |
| Patrimonialgerichte 2. Klasse | Gerichtsamt Bitschin                                                                                      | Bitschin         |                                |
| Patrimonialgerichte 2. Klasse | Gerichtsamt Blottnitz                                                                                     | Blottnitz        |                                |
| Patrimonialgerichte 2. Klasse | Gerichtsamt Bodzanowiz                                                                                    | Bodzanowitz      |                                |
| Patrimonialgerichte 2. Klasse | Gerichtsamt Branitz und Michelsdorf                                                                       | Branitz          |                                |
| Patrimonialgerichte 2. Klasse | Gerichtsamt Chorzow und Domb                                                                              | Chorzow          |                                |
| Patrimonialgerichte 2. Klasse | Gerichtsamt Chudow                                                                                        | Chudow           |                                |
| Patrimonialgerichte 2. Klasse | Gerichtsamt Cosel                                                                                         | Cosel            |                                |
| Patrimonialgerichte 2. Klasse | Gerichtsamt Cziasnau                                                                                      | Cziasnau         |                                |
| Patrimonialgerichte 2. Klasse | Gerichtsamt Dobrau                                                                                        | Dobrau           |                                |
| Patrimonialgerichte 2. Klasse | Gerichtsamt Falkenberg                                                                                    | Falkenberg       |                                |
| Patrimonialgerichte 2. Klasse | Gerichtsamt Friedland                                                                                     | Friedland        |                                |
| Patrimonialgerichte 2. Klasse | Gerichtsamt Geppersdorf                                                                                   | Geppersdorf      |                                |
| Patrimonialgerichte 2. Klasse | Gerichtsamt Gläsen                                                                                        | Gläsen           |                                |
| Patrimonialgerichte 2. Klasse | Gerichtsamt Ober-Glogau                                                                                   | Ober-Glogau      |                                |
| Patrimonialgerichte 2. Klasse | Gerichtsamt Groß-Gorzig                                                                                   | Groß-Gorzig      |                                |
| Patrimonialgerichte 2. Klasse | Gerichtsamt Guttentag                                                                                     | Guttentag        |                                |
| Patrimonialgerichte 2. Klasse | Gerichtsamt Hultschin                                                                                     | Hultschin        |                                |
| Patrimonialgerichte 2. Klasse | Gerichtsamt Kaminitz                                                                                      | Kaminitz         |                                |
| Patrimonialgerichte 2. Klasse | Gerichtsamt des Distrikts Katscher                                                                        | Katscher         |                                |
| Patrimonialgerichte 2. Klasse | Gerichtsamt Kieferstädtel                                                                                 | Kieferstädtel    |                                |
| Patrimonialgerichte 2. Klasse | Gerichtsamt Kochanowitz                                                                                   | Kochanowitz      |                                |
| Patrimonialgerichte 2. Klasse | Gerichtsamt Koppitz                                                                                       | Koppitz          |                                |
| Patrimonialgerichte 2. Klasse | Gerichtsamt Koschentin und Eitschowa                                                                      | Koschentin       |                                |
| Patrimonialgerichte 2. Klasse | Gerichtsamt Kranowitz                                                                                     | Kranowitz        |                                |
| Patrimonialgerichte 2. Klasse | Gerichtsamt Krappitz                                                                                      | Krappitz         |                                |
| Patrimonialgerichte 2. Klasse | Gerichtsamt Deutsch Krawarn und Kuathen                                                                   | Deutsch Krawarn  |                                |
| Patrimonialgerichte 2. Klasse | Gerichtsamt Kujau                                                                                         | Kujau            |                                |
| Patrimonialgerichte 2. Klasse | Gerichtsamt Laband                                                                                        | Laband           |                                |
| Patrimonialgerichte 2. Klasse | Gerichtsamt Groß-Lassowitz                                                                                | Groß-Lassowitz   |                                |
| Patrimonialgerichte 2. Klasse | Gerichtsamt Loslau                                                                                        | Loslau           |                                |
| Patrimonialgerichte 2. Klasse | Gerichtsamt Lublinitz                                                                                     | Lublinitz        |                                |
| Patrimonialgerichte 2. Klasse | Gerichtsamt Lubschau                                                                                      | Lubschau         |                                |
| Patrimonialgerichte 2. Klasse | Gerichtsamt Moschen und Wüllmen                                                                           | Moschen          |                                |
| Patrimonialgerichte 2. Klasse | Gerichtsamt Nassiedel                                                                                     | Nassiedel        |                                |
| Patrimonialgerichte 2. Klasse | Gerichtsamt Neubeck                                                                                       | Neubeck          |                                |
| Patrimonialgerichte 2. Klasse | Gerichtsamt Pawlowitz                                                                                     | Pawlowitz        |                                |
| Patrimonialgerichte 2. Klasse | Gerichtsamt Pilchowitz                                                                                    | Pilchowitz       |                                |
| Patrimonialgerichte 2. Klasse | Gerichtsamt Plawniowitz                                                                                   | Plawniowitz      |                                |
| Patrimonialgerichte 2. Klasse | Gerichtsamt Pschow                                                                                        | Pschow           |                                |
| Patrimonialgerichte 2. Klasse | Gerichtsamt Ratibor                                                                                       | Ratibor          |                                |
| Patrimonialgerichte 2. Klasse | Gerichtsamt Rauden                                                                                        | Rauden           |                                |
| Patrimonialgerichte 2. Klasse | Gerichtsamt Roschowitz                                                                                    | Roschowitz       |                                |
| Patrimonialgerichte 2. Klasse | Gerichtsamt Sakrau                                                                                        | Sakrau           |                                |
| Patrimonialgerichte 2. Klasse | Gerichtsamt Schedlau und Rogau                                                                            | Schedlau         |                                |
| Patrimonialgerichte 2. Klasse | Gerichtsamt Schiffersdorf                                                                                 | Schiffersdorf    |                                |
| Patrimonialgerichte 2. Klasse | Gerichtsamt Schimischow                                                                                   | Schimischow      |                                |
| Patrimonialgerichte 2. Klasse | Gerichtsamt Schwieben                                                                                     | Schwieben        |                                |
| Patrimonialgerichte 2. Klasse | Gerichtsamt Slawentzitz                                                                                   | Slawentzitz      |                                |
| Patrimonialgerichte 2. Klasse | Gerichtsamt Stein und Stubendorf                                                                          | Stein            |                                |
| Patrimonialgerichte 2. Klasse | Gerichtsamt Steinau                                                                                       | Steinau          |                                |
| Patrimonialgerichte 2. Klasse | Gerichtsamt Groß-Strehlitz                                                                                | Groß-Strehlitz   |                                |
| Patrimonialgerichte 2. Klasse | Gerichtsamt Tillowitz                                                                                     | Tillowitz        |                                |
| Patrimonialgerichte 2. Klasse | Gerichtsamt Turawa                                                                                        | Turawa           |                                |
| Patrimonialgerichte 2. Klasse | Gerichtsamt Tworkau                                                                                       | Tworkau          |                                |
| Patrimonialgerichte 2. Klasse | Gerichtsamt Tworog                                                                                        | Tworog           |                                |
| Patrimonialgerichte 2. Klasse | Gerichtsamt Wieschowa                                                                                     | Wieschowa        |                                |
| Patrimonialgerichte 2. Klasse | Gerichtsamt Woschnick                                                                                     | Woschnick        |                                |
| Patrimonialgerichte 2. Klasse | Gerichtsamt Wziesto                                                                                       | Wziesto          |                                |
| Patrimonialgerichte 2. Klasse | Gerichtsamt Zabrze                                                                                        | Zabrze           |                                |
| Patrimonialgerichte 2. Klasse | Gerichtsamt Zborowsky                                                                                     | Zborowsky        |                                |
| Patrimonialgerichte 2. Klasse | Gerichtsamt Zembowitz                                                                                     | Zembowitz        |                                |
| Patrimonialgerichte 2. Klasse | Gerichtsamt Zülz und Klein-Pramsen                                                                        | Zülz             |                                |
| Patrimonialgerichte 2. Klasse | Gerichtsamt Zyrowa                                                                                        | Zyrowa           |                                |
| Sonstiges                     | Berggericht Tarnowitz                                                                                     | Tarnowitz        |                                |

Gerichte 1. Klasse waren Gerichte mit mindestens drei Richtern, die als Spruchkörper Urteile fällen konnten. Gerichte 2. Klasse waren Gerichte mit einem oder zwei Richtern. Einzeln aufgeführt sind nur die größten die Patrimonialgerichte mit mehr als 1500 Gerichtseingesessenen. Dazu kamen noch 388 kleinere Patrimonialgerichte.

## Organisation
Am Gericht war im Jahr 1837 folgendes Personal beschäftigt:
- 2 Präsidenten
- 13 Räte
- 3 Assessoren
- 31 Subalterne
- 8 Unterbeamte

Bei allen Gerichten im Oberlandesbezirk zusammen waren 466 Justizbeamte beschäftigt.

### Gerichtsgebäude

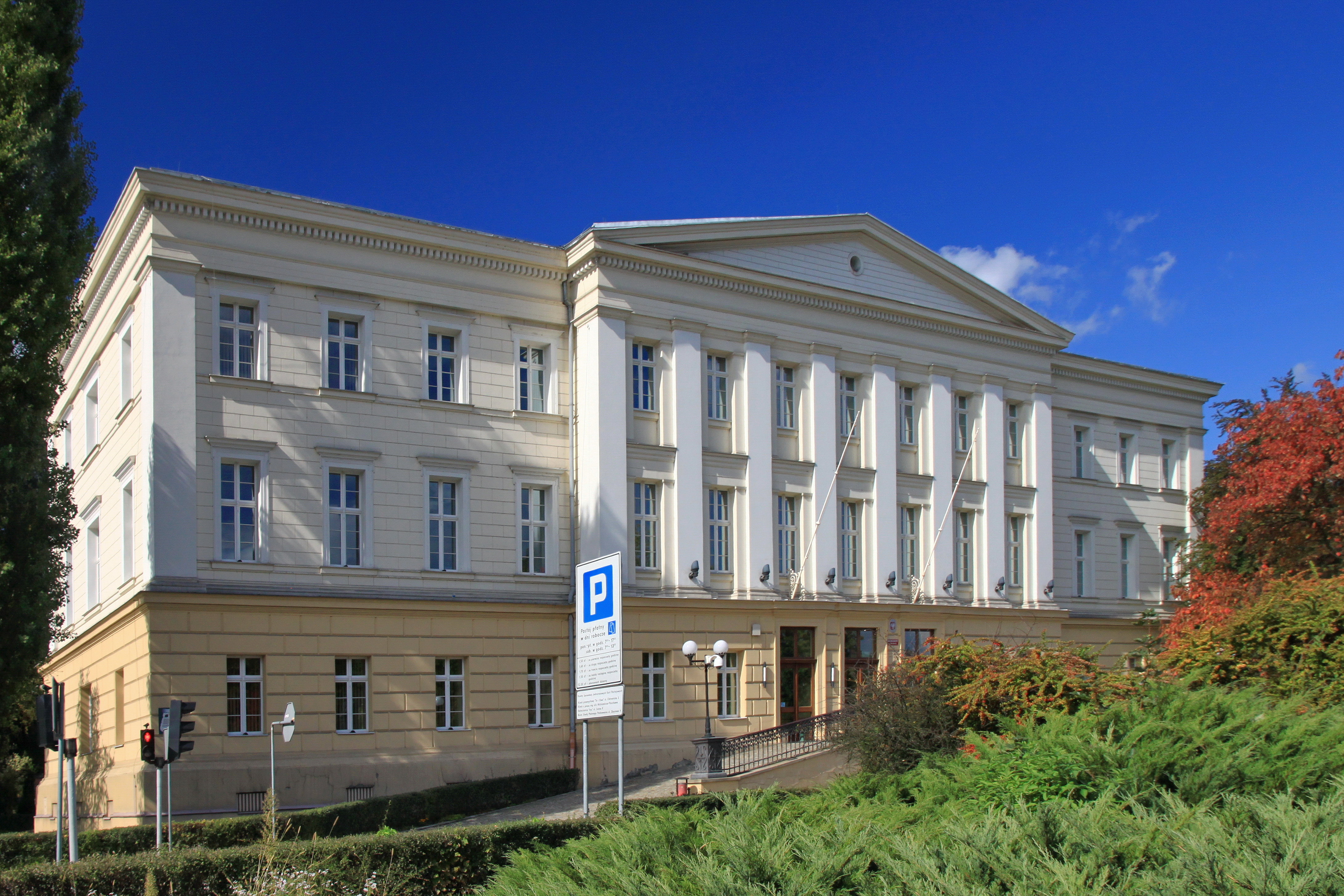
Das klassizistische Gerichtsgebäude aus dem Jahr 1826

Das spätklassizistische Gerichtsgebäude des Oberlandesgerichts wurde in den Jahren 1823 bis 1826 nach Plänen Karl Friedrich Schinkels errichtet. Heute beherbergt es ein Bezirksgericht und die Staatsanwaltschaft.

## Richter
- Hans Carl Erdmann von Manteuffel (Präsident 1817–1819)
- August Wentzel (Präsident bis 1849)
- Leopold von Frankenberg und Ludwigsdorf (Vizepräsident 1827–1830)
- Julius von Kirchmann (Vizepräsident 1848–1849)
- Christian August Scheller (Rat ab 1805)
- Franz von Duesberg (Assessor 1819–1821)
- Theodor Heimbrod (Assessor 1846–1848)